# Der Unglaubliche Digitale Zirkus
Der unglaubliche digitale Zirkus (stilisiert auch Der Unglaubliche Digitale Zirkus oder DER UNGLAUBLICHE DIGITALE ZIRKUS, auch bekannt als Digital Circus oder TADC) ist eine unabhängig animierte Webserie, die von Gooseworx erstellt und von Glitch Productions produziert wird. Die Pilotfolge der Serie lief am 14. Oktober 2023 auf dem YouTube-Kanal GLITCH an. Sie wurde von Kritikern hoch gelobt und verzeichnete in einem Monat über 100 Millionen Aufrufe. Damit übertraf sie Hazbin Hotel als meistgesehene unabhängige Animationspilotfolge auf YouTube.

## Zusammenfassung
Nachdem sie ein Virtual-Reality-Headset aufgesetzt hat, wird eine Person in einem digitalen Universum mit Zirkusmotiven gefangen, wo sie den Avatar eines Narren annimmt und fünf andere trifft, die ihre Situation teilen und sich nicht an ihre Namen und Details ihrer Vergangenheit erinnern können. Der Ringmeister des Zirkus, eine künstliche Intelligenz namens Caine, gibt der Frau den neuen Namen „Pomni“. Caine kontrolliert die digitale Welt und beschert ihren Bewohnern Abenteuer, um sie vor dem Wahnsinn zu bewahren. Die sechs kämpfen nun darum, in der unnatürlichen und klaustrophobischen digitalen Welt ihren Verstand zu bewahren, während Pomni nach einem schwer fassbaren Ausweg sucht.

## Produktion
Der Unglaubliche Digitale Zirkus entstand ursprünglich aus einer von drei Ideen, die Glitch Productions von der YouTube-Animatorin Gooseworx vorgelegt wurden, die das Unternehmen mit der Erstellung eines Pilotprojekts beauftragte. Die Show ist von der Kurzgeschichte I Have No Mouth, and I Must Scream. inspiriert.
Der ursprüngliche Ton der Show schlug einen Animationsstil vor, der den Computerspielen der 1990er Jahre ähnelte. Gooseworx hat einen Hintergrund in der handgezeichneten 2D-Animation und die Animatoren von Glitch Productions haben ihre Kunstwerke in 3D adaptiert. Die Vorproduktion begann Mitte 2022, die vollständige Produktion startete später in diesem Jahr. Die Show wurde in Maya und Unreal Engine erstellt.
Die Geschäftsführerin von Glitch Productions, Jasmine Yang, erklärte, es gebe keine Pläne, die Show auf Streaming-Plattformen außer YouTube zu veröffentlichen. Gooseworx plant für die Serie eine Staffel mit neun Episoden. Darüber hinaus kündigte Glitch Productions in einem YouTube-Community-Beitrag zur Feier der 100 Millionen Aufrufe der Pilotfolge an, dass es weitere Inhalte von Der Unglaubliche Digitale Zirkus geben wird.
Am 23. Februar 2024 wurde in einem Ankündigungsvideo bekannt gegeben, dass die Pilotfolge nun offiziell die erste Folge der Serie sei und Folge 2 um Mai herum erscheinen solle. Es wurden ebenfalls neue Charaktere angekündigt, wobei die Sonne als einziger neuer Charakter bereits zu hören war.
Am 19. April 2024 wurde das Veröffentlichungsdatum der zweiten Folge für den 3. Mai 2024, bzw. den 4. Mai deutscher Zeitzone, bekanntgegeben.
Am 22. September 2024 wurde angekündigt, dass die Serie mit der Veröffentlichung der dritten Episode am 5. Oktober 2024 nicht nur auf YouTube, sondern ebenfalls auf dem Streamingdienst Netflix erscheinen würde.

## Synchronisation
Für die deutsche Synchronfassung führen im Auftrag der kanadischen Firma BeMultilingual Oliver Matzke und Julian Göke sowohl Regie als auch Dialogbuch.

### Hauptcharaktere
| Charakter | Englische Synchronstimme | Deutsche Synchronstimme |
| --------- | ------------------------ | ----------------------- |
| Pomni     | Lizzie Freeman           | Svenja Praß             |
| Jax       | Michael Kovach           | Julian Göke             |
| Ragatha   | Amanda Hufford           | Susanna Cuda            |
| Gangle    | Marissa Lenti            | Lara Tronschel          |
| Kinger    | Sean Chiplock            | Charly Landmann         |
| Zooble    | Ashley Nichols           | Vanessa Strauch         |
| Caine     | Alex Rochon              | Nils Wicke              |
| Bubble    | Gooseworx                | Marion Czech            |

### Nebencharaktere
| Charakter                 | Englische Synchronstimme | Deutsche Synchronstimme |
| ------------------------- | ------------------------ | ----------------------- |
| Gloink-Königin            | Elsie Lovelock           | Oliver Matzke           |
| Verschwindibus            | JobbytheHong             | Oliver Matzke           |
| Mond                      | Gooseworx                | Vanessa Strauch         |
| Sonne                     | Payton Goodwin           | Vanessa Strauch         |
| Gummigu                   | Jack Hawkins             | Julius Keusch           |
| Chad                      | Jack Hawkins             | Freakso                 |
| Prinzessin Lulilalu       | Vera Tan                 | Chiara Haurand          |
| Max                       | Hamish Plaggemars        | Marcel Kapke            |
| Das Konfekt               | Lyle Rath                | Niklas Wiese            |
| Baron Theodore Mildenhall | Tim Alexander            | Gerhard Jilka           |
| Martha Mildenhall         | Marissa Lenti            | Cindy Kepke             |
| Geisti                    | WizardzWiz               | Minh Cao Dang           |

## Episoden
| Nr. (ges.) | Nr. (St.) | Deutscher Titel                            | Originaltitel                   | Erstausstrahlung USA | Deutschsprachige Erstausstrahlung (D) |
| --- | --------- | ------------------------------------------ | ------------------------------- | -------------------- | ------------------------------------- |
| 1 | 1         | Pilot                                      | Pilot                           | 14. Okt. 2023        | 14. Okt. 2023                         |
| Der Unglaubliche Digitale Zirkus ist eine düstere Psycho-Comedy über niedliche Cartoon-Charaktere, die ihr Leben hassen und fliehen wollen 🎪😀 YT Pomni steckt unfreiwillig im digitalen Zirkus fest und trifft Andere, die in Zeichentrickfiguren verwandelt wurden, sowie Caine, den exzentrischen Zirkusdirektor. N                                                                            |           |                                            |                                 |                      |                                       |
| 2 | 2         | Kandis-Klau-Karambolage!                   | Candy Carrier Chaos!            | 4. Mai 2024          | 4. Mai 2024                           |
| Die krossen Genossen sind ZURÜCK für ein VERRÜüÜüÜüÜCKTES zuckersüßes Abenteuer! Ebenso lernen sie, dass ihr Leben völlig sinnlos ist. Wuhu! So veerrüückt!!!!! YT Die Gang wird beauftragt, die Sirup-Diebe im Kandis-Königreich zu verfolgen. Pomni hilft einem digitalen Ausgestoßenen durch seine Identitätskrise. N                                                                           |           |                                            |                                 |                      |                                       |
| 3 | 3         | Das Geheimnis der gruseligen Geistervilla! | The Mystery Of Mildenhall Manor | 5. Okt. 2024         | 5. Okt. 2024                          |
| Die Gang ist zurück und begibt sich auf ihr nächstes GRUSELIGES Abenteuer. Kinger bekommt eine Schrotflinte! Zooble geht zur Therapie! Pomni kommt in die Hölle! Das wird ein riesiger Spaß!!!!! YT Kinger und Pomni erkunden eine Geistervilla und begeben sich auf ein Abenteuer voller Monster, Gespenster und Therapiesitzungen. N                                                             |           |                                            |                                 |                      |                                       |
| 4 | 4         | Fettige Fassade                            | Fast Food Masquerade            | 14. Dez. 2024        | 14. Dez. 2024                         |
| Pomni und ihre Freunde verbringen einen ernsthaft harten Arbeitstag bei einer weltberühmten Schnellrestaurantkette: Spudsy's! Aber Vorsicht, Gangle ist die Schichtleiterin und hat obendrein noch eine brandneue Maske... sie ist wie ausgewechselt! YT Die Truppe arbeitet einen Tag lang im Fast-Food-Restaurant Spudsy's. Ob sie so einen Knochenjob wohl einen ganzen Tag lang durchhalten? N |           |                                            |                                 |                      |                                       |
| 5 | 5         | Folgentitel                                | Untitled                        | 21. Juni 2025        | 21. Juni 2025                         |
| Wir sind uns nicht ganz sicher, was in dieser Folge passiert. YT |           |                                            |                                 |                      |                                       |

## Rezeption
Der Pilotfilm zu Der Unglaubliche Digitale Zirkus wurde zu einem viralen Video auf YouTube, das in einem Monat über 100 Millionen Aufrufe verzeichnete. Die Witze von Der Unglaubliche Digitale Zirkus wurden als „mit Bild-zu-Bild-Perfektion getimt“ und mit einem Sinn für Humor gelobt, der „erwachsen“, aber „nicht übermäßig vulgär“ sei. Auch die Animation wurde als „wundervoll und ausdrucksstark“ gelobt. Jade King von TheGamer schrieb, dass der Pilotfilm von Der Unglaubliche Digitale Zirkus „das Internet auf eine Art und Weise erobert hat, die über Enthusiastenkreise hinausgeht, indem er in Fanart, Memes und eine tiefere Ausdehnung der Charaktere abrutscht, als es eine einzelne Episode je könnte“, und dass die Serie „eine große Sache ist und in den kommenden Monaten und Jahren weiterhin eine sein wird, da das Konzept an Fahrt aufnimmt und zu einer vollwertigen Show wird, bei der bereits Millionen an Bord zu sein scheinen. Es würde mich nicht überraschen, wenn Glitch Productions bald die Welt erobern würde“.